# Mario Contreras
Pour les articles homonymes, voir Contreras.
Mario Wilfredo Contreras, né le 22 mai 1987 à Santa Ana, est un coureur cycliste salvadorien, champion du Salvador sur route en 2010 et contre-la-montre en 2006, 2009 et 2010. Il a participé à la course en ligne des Jeux olympiques de 2008.

## Palmarès
- 2006
  -  Champion du Salvador du contre-la-montre
  - 2e étape du Tour du Nicaragua (contre-la-montre par équipes)
- 2007
  - Grand Prix de Lignac
- 2009
  -  Champion du Salvador du contre-la-montre
- 2010
  -  Champion du Salvador sur route
  -  Champion du Salvador du contre-la-montre
  -  Médaillé de bronze sur route aux Jeux d'Amérique centrale

## Classements mondiaux
| Année            | 2006 | 2007 |
| ---------------- | ---- | ---- |
| UCI America Tour | 76e  | 343e |